# 幕張ベイパーク クロスタワー
幕張ベイパーククロスタワー（まくはりベイパーククロスタワー）は、千葉県千葉市美浜区の幕張ベイパークB-7街区に所在する超高層マンション。タワー棟とレジデンス棟で構成されている。

## 概要
土地利用基本計画名称は幕張新都心若葉住宅地区・文教地区未利用地都市計画マスタープランであり、幕張海浜公園から幕張ベイパーク入口寄りのB-7街区（区画）に所在する。レジデンス棟（低層棟）を含む名称は幕張ベイパーク クロスタワー&レジデンス。コミュニティ拠点となるコワーキングスペース（2階建て）、レジデンス棟（8階建て）、タワー棟（37階建て）、保育所、自走式駐車場、店舗、サービス付き高齢者専用賃貸住宅で構成されている。
共同住宅、店舗、児童福祉施設からなり、建築規模は地上37階建て全497戸の超高層マンションとなっている。設計・監理および施工は熊谷組、デベロッパーは三井不動産レジデンシャル、野村不動産、三菱地所レジデンス、伊藤忠都市開発、東方地所、富士見地所、袖ヶ浦興業、管理会社は三井不動産レジデンシャルサービスが行っている。

## 施設
- 住戸：497戸（タワー棟448戸、レジデンス棟49戸）
- 駐車場：敷地内機械式 352台、敷地内平面 10台
- 駐輪場：995台
- バイク置場：25台
- トランクルーム：227区画
- 施設・設備：宅配ロッカー

## 歴史
- 2016年（平成28年）11月 - 「B-7街区」着工開始[2]。
- 2017年（平成29年）9月 - 「B-7街区」販売開始。
- 2018年（平成30年）12月 - クロスタワー＆レジデンス（B-7街区）竣工。
- 2019年（平成31年）3月 - クロスタワー＆レジデンスの入居開始。

## アクセス

### 公共交通機関
- JR東日本 海浜幕張駅 徒歩約13分

### 自動車
- 最寄りのインターチェンジ
  - 東関東自動車道 湾岸千葉インターチェンジ